# Эмутье
Эмутье́ (фр. Eymouthiers) — коммуна во Франции, находится в регионе Пуату — Шаранта. Департамент — Шаранта. Входит в состав кантона Монброн. Округ коммуны — Ангулем.
Код INSEE коммуны — 16135.
Коммуна расположена приблизительно в 390 км к югу от Парижа, в 110 км южнее Пуатье, в 30 км к востоку от Ангулема.

## Население
Население коммуны на 2008 год составляло 303 человека.
| 1962 | 1968 | 1975 | 1982 | 1990 | 1999 | 2008 |
| ---- | ---- | ---- | ---- | ---- | ---- | ---- |
| 298  | 237  | 242  | 235  | 279  | 296  | 303  |

## Экономика
В 2007 году среди 186 человек в трудоспособном возрасте (15—64 лет) 145 были экономически активными, 41 — неактивными (показатель активности — 78,0 %, в 1999 году было 69,3 %). Из 145 активных работали 131 человек (68 мужчин и 63 женщины), безработных было 14 (7 мужчин и 7 женщин). Среди 41 неактивных 13 человек были учениками или студентами, 16 — пенсионерами, 12 были неактивными по другим причинам.

## Достопримечательности
- Церковь Сен-Пьер (XIX век)
  - Бронзовый колокол (1581 год). Диаметр — 67 см, высота — 174 см. Исторический памятник с 2004 года[3]

## Фотогалерея

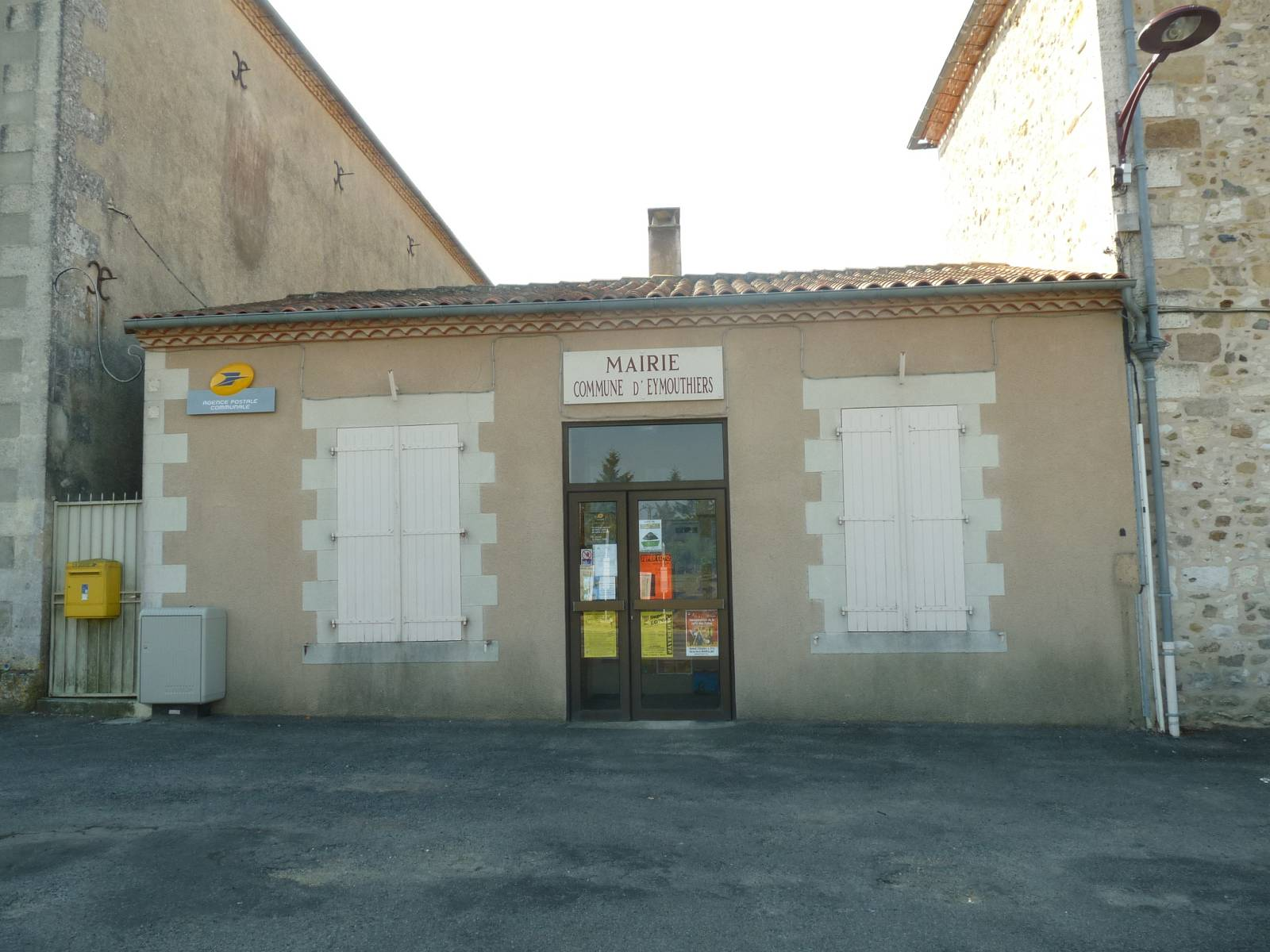
Мэрия
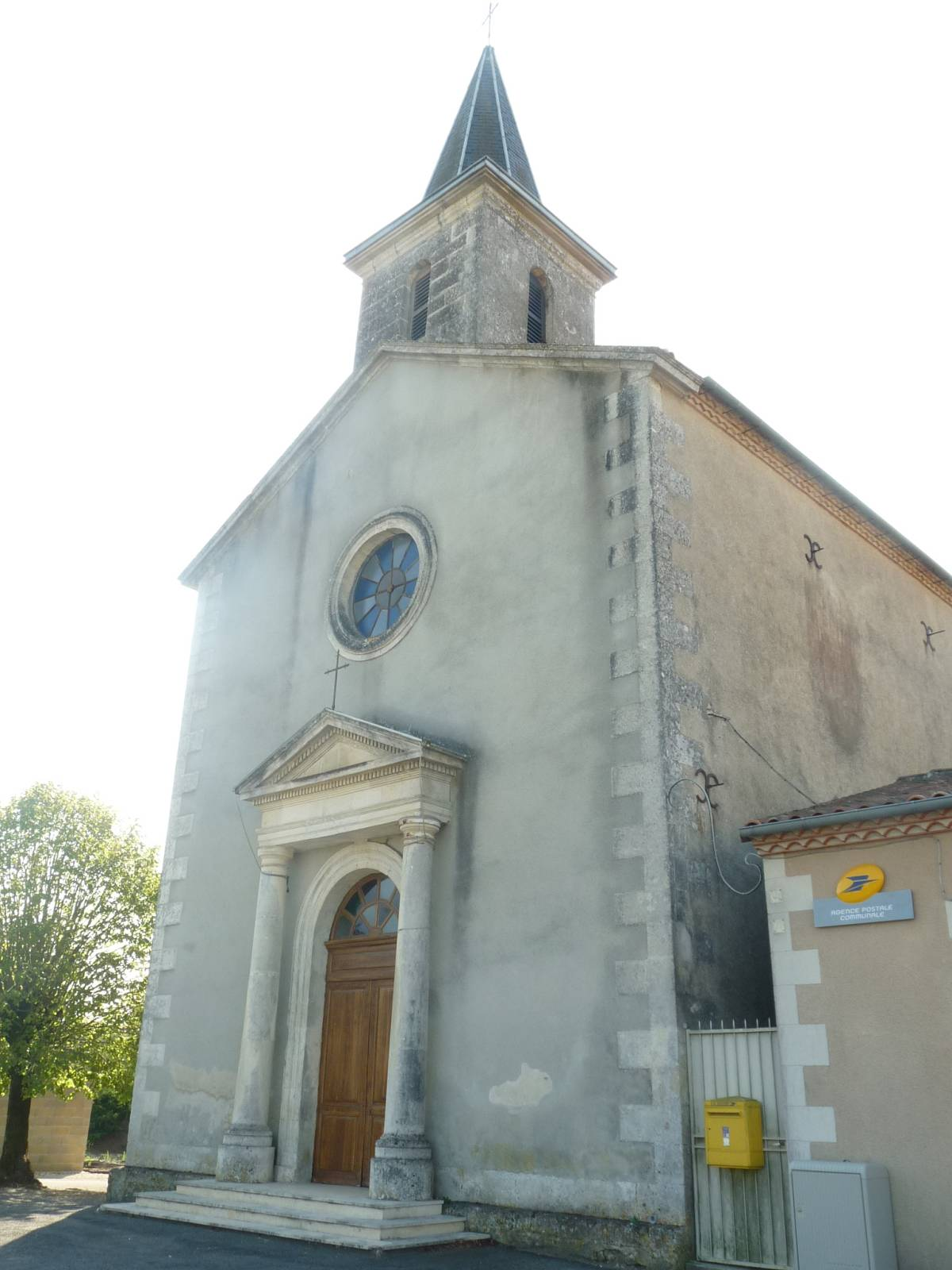
Церковь Сен-Пьер
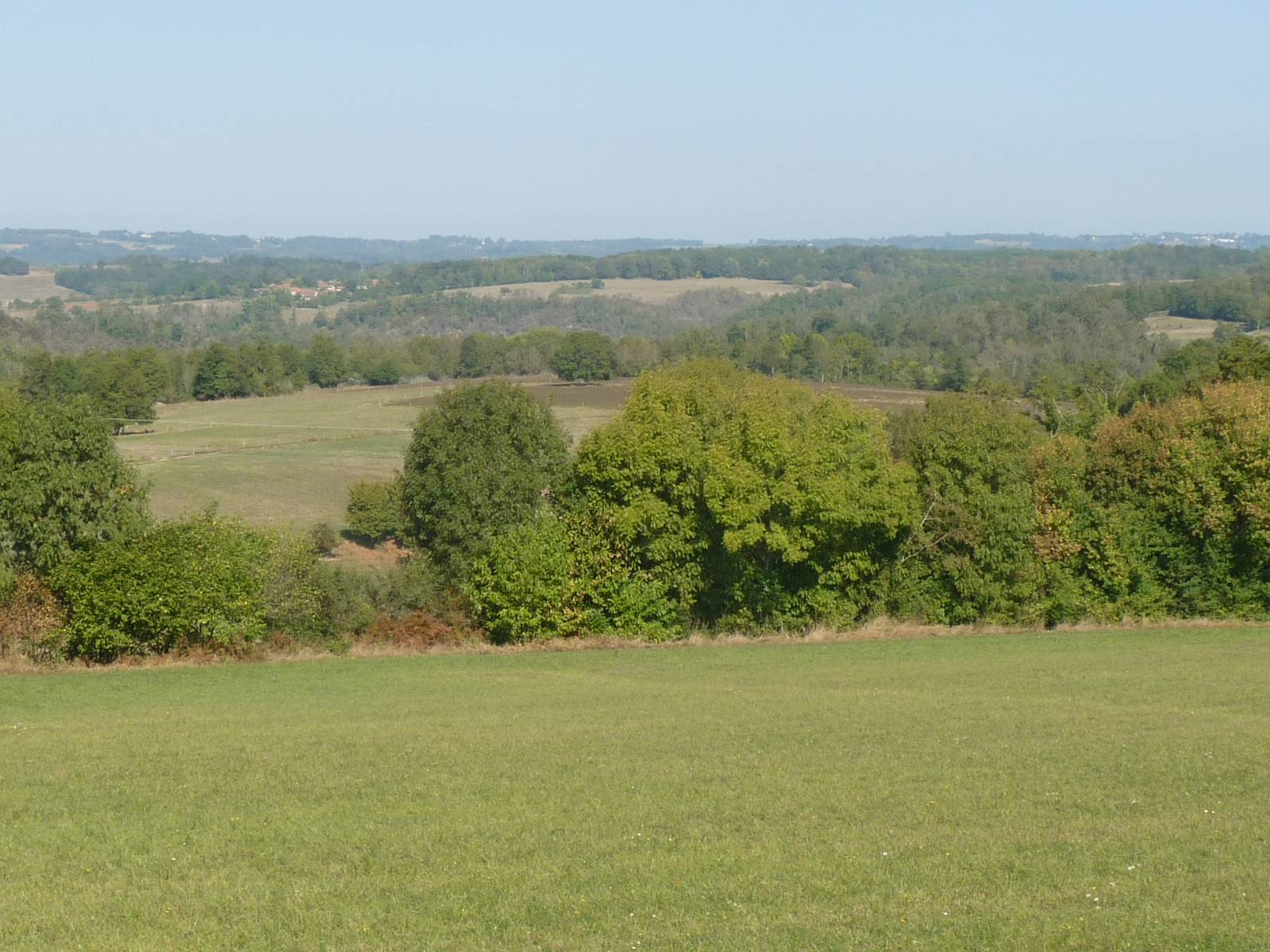
Эмутье